# Vous les zombies
Pour les articles homonymes, voir Zombies (homonymie).
Vous les zombies (titre original : All You Zombies) est une nouvelle de Robert A. Heinlein, parue en mars 1959 dans la revue Fantasy & Science Fiction.

## Résumé
Pour la clarté du résumé, il est donné ci-dessous le déroulement chronologique de la vie du héros. La nouvelle ne reprend pas la même chronologie. L'intrigue est révélée.
- 20 septembre 1945 : un nourrisson, prénommée Jane, est abandonnée près de l'orphelinat de Cleveland.
- 24 avril 1963 : Jane, âgée de 18 ans, embrasse un homme. On peut comprendre par la narration qu'elle a une liaison sexuelle avec lui et qu'elle va tomber enceinte.
- Mars 1964 : ayant accouché d'une petite fille, l'enfant de Jane est « volée » par un inconnu. Jane, durant l'accouchement, devient un homme (elle portait en elle les attributs de la virilité, que le gynécologue a mis au jour lors de l'accouchement).
- 7 novembre 1970 (22 h 17) : Jane (homme) boit plus que de raison dans un bar. Le barman lui pose des questions sur sa vie, et Jane répond. Une fois que Jane est saoule, le barman l'emmène dans une pièce, et actionne une machine à remonter le temps. On va à la date du 24 avril 1963 : Jane (homme-25 ans) rencontre Jane (femme-18 ans) et la séduit.
- 7 novembre 1970 (23 h 1) : le barman quitte les lieux du bar et n'y reviendra jamais.
- 12 août 1985 : le barman emmène Jane (homme-25 ans) à cette date ; il va être embauché au sein d'une organisation secrète de type « Patrouilleurs temporels ».
- 12 janvier 1993 : le barman est venu avec sa machine à voyager dans le temps depuis le 7 novembre 1970 à 23 h 1 à cette date. Il rédige ses rapports. Tout s'est bien passé. Jane-femme a été séduite puis abandonnée par Jane-homme ; le bébé issu de la liaison, Jane-femme, a été volé et abandonné à l'orphelinat ; Jane-homme a été intégré dans la Patrouille temporelle ; Jane-homme, officier supérieur de la patrouille temporelle, en qualité de barman, a effectué l'ensemble de la mission.
- La nouvelle se termine par ces mots[1] :

« Je me suis glissé dans le lit. J'ai éteint. Tu n'es pas vraiment là. Il n'y a personne d'autre que moi, Jane, toute seule dans le noir. Tu me manques terriblement. »

## Thème: boucles temporelles imbriquées
Elle est souvent considérée comme « la nouvelle ultime de voyage dans le temps » et raconte l'histoire personnelle complexe d'une « mère célibataire » qui se révèlera être tout à la fois, sans le savoir, sa propre mère et son propre père, ainsi que son propre amant, puis son propre enfant, du fait de plusieurs boucles temporelles imbriquées.
Une précédente nouvelle de Heinlein, publiée en 1941, préfigurait cette nouvelle : Un self made man.

## Préface
Le recueil Histoires de voyages dans le temps est précédé d'une préface générale ; de surcroît chacune des nouvelles bénéficie d'une préface individuelle.
Dans sa préface à la nouvelle, Jacques Goimard donne son avis sur le récit :
« Et maintenant, mesdames et messieurs, nous ne voudrions pas vous quitter sans vous donner vraiment mal à la tête : une fois n'est pas coutume. (…) Bonne mère, ce qui arrive ici est cent fois pire que tous les paradoxes ! Le meurtre symbolique du père est sans doute, comme l'a montré Freud, une étape nécessaire au développement de l'individu… sauf s'il y a mieux à faire. Et il n'est pas impossible que le héros de cette histoire soit vraiment dans son droit quand il traite tous les autres de zombies. » (p. 413)

## Éditions en français
- Sous le titre La Mère célibataire, dans le magazine Fiction des Éditions OPTA no 108, 1962.
- Dans Histoires de voyages dans le temps, La Grande Anthologie de la science-fiction, Le Livre de poche no 3772, 1987.
- Dans Les maîtres de la SF : Histoires de voyages dans le temps, Le Livre de poche, SF deuxième série no 7198, 1997.

## Adaptation
La nouvelle a été adaptée au cinéma en 2014 sous le titre Predestination par Michael et Peter Spierig. Elle ajoute l'existence d'un terroriste, qui se révèle tout aussi singulier que John-Jane.